# Madonna col Bambino (Domenico Veneziano Washington)
La Madonna col Bambino è un dipinto tempera su tavola (83x57 cm) di Domenico Veneziano, databile al 1445-1450 circa e conservato nella National Gallery of Art a Washington.

## Storia
L'opera è di solito datata alla fase della tarda maturità dell'artista a Firenze, vicino alla Pala di Santa Lucia dei Magnoli. È nota dal Settecento, quando si trovava in una collezione privata inglese e passò sul mercato antiquario nel 1929 per essere acquistata dai Duveen Brothers l'anno successivo e venduta a Samuel H. Kress nel 1936, che nel 1939 ne fece dono al nascente museo statunitense.

## Descrizione e stile
Sullo sfondo di un roseto, motivo ormai tipico a Firenze dalla metà circa del secolo, la Madonna è rappresentata a mezza figura col Bambino in piedi davanti che, facendo leva con la gamba su un cuscino, si protende verso di lei per abbracciarla. I colori bianco e rosa delle infiorescenze sottolineano rispettivamente la verginità di Maria e la prefigurazione del sangue della Passione di Gesù. La tavolozza è tenue e delicata, e mostra l'influenza dell'Angelico e della sua "pittura di luce", mentre la plasticità delle figure appare accentuata, secondo l'esempio di Masaccio e Donatello. Le fisionomie gentili ed eleganti dei protagonisti sono tipiche dei personaggi di Domenico.
Le aureole sono dischi in prospettiva che stanno sulle teste dei personaggi, un espediente che usò anche Piero della Francesca, allievo di Domenico.